# Coll de la Creu de Ferro
El Coll de la Creu de Ferro és una collada de 884,2 m alt dels contraforts nord-orientals del Massís del Canigó, a 774,1 metres d'altitud, del terme comunal de Glorianes, a la comarca del Conflent, de la Catalunya del Nord. Està situat a la zona central-nord del terme comunal de Glorianes, a prop al sud-est del Pic de l'Evangeli. És al nord del poble de Glorianes i al sud-oest de Foixà, a la carena que separa les valls de la Ribera de Croses i del Riu Fagès.